# Jackie Kelk
Jackie Kelk (6 de agosto de 1923 – 5 de septiembre de 2002) fue un actor radiofónico y humorista de nacionalidad estadounidense, conocido sobre todo por dar vida a Homer Brown en la serie The Aldrich Family, así como por ser la voz original de Jimmy Olsen en The Adventures of Superman.

## Biografía
Nacido en Brooklyn, Nueva York, siendo niño, a principios de los años 1930, formó parte del reparto de una serie de cortos que imitaban a los de La Pandilla, y que se llamaba Penrod, haciendo el papel de "Georgie Bassett". "Penrod" era una producción basada en los libros de Booth Tarkington.
En el ámbito teatral, en 1935 actuó en el circuito de Broadway en Jubilee, musical en el cual también actuaban Montgomery Clift y Mary Boland.
A principios de los años 1940, Kelk fue Pete en el serial radiofónico Mother of Mine. Además, entre 1940 y 1947 dio voz a Jimmy Olsen en otra serie para la radio, The Adventures of Superman, y fue también Homer, el mejor amigo de Henry Aldrich, en la comedia radiofónica The Aldrich Family. 
En la pequeña pantalla protagonizó la sitcom Young Mr. Bobbin, producida por la NBC, además de trabajar en otras varias series, entre ellas Leave it to Beaver y The Donna Reed Show. 
Jackie Kelk falleció en 2002 en Rancho Mirage, California, a causa de una infección pulmonar. Fue enterrado en el Cementerio Lakeview de New Canaan (Connecticut).